# مقترح بحث
مُقترح البحث هو وثيقة تقترح مشروع بحث علمي في العلوم أو الأوساط الأكاديمية، ويقوم عمومًا مقام طلبٍ لتمويل هذا النشاط العلمي. تُقَيّم المقترحات بناءً على الكلفة والأثر المحتمل للبحث المقترح وسلامة الخطة المقترحة لتنفيذه.

## محتوى المقترح
تتناول مقترحات البحث عدة نقاط رئيسة:
- ما هي أسئلة البحث التي سيُعمل عليها وكيف ستُعالج
- كم من الوقت والتمويل مطلوب للبحث
- ما هي الأبحاث السابقة التي أُجريت حول هذا الموضوع
- كيف ستُقيّم نتائج البحث
- كيف سيعود البحث بالفائدة على المنظمة الراعية والأطراف الأُخَر